# Spartan Stadium (East Lansing)

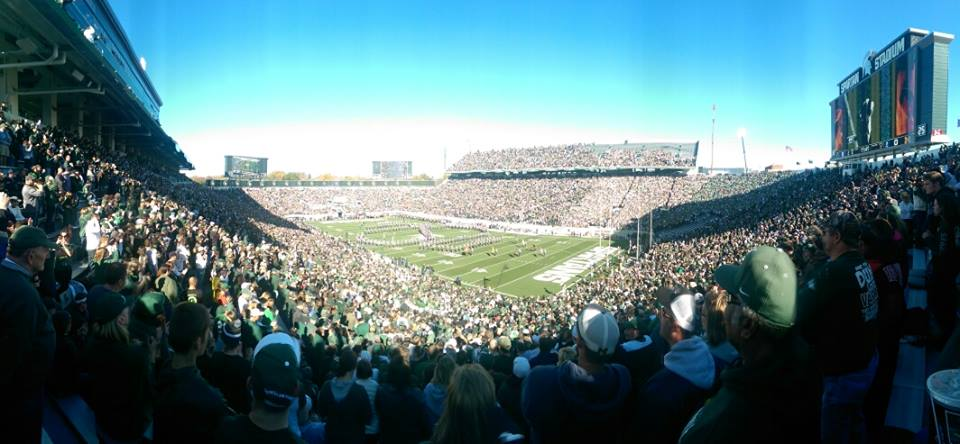
Panorámica del estadio.

Spartan Stadium es un estadio de fútbol americano colegial ubicado en el campus deportivo de la Universidad Estatal de Míchigan en East Lansing, Míchigan, fue inaugurado en el 1923, tiene una capacidad para albergar a 75 005 aficionados cómodamente sentados, su equipo local son los Michigan State Spartans pertenecientes a la Big Ten Conference de la National Collegiate Athletic Association.